# 에어 세이셸의 운항 노선
2020년 4월 기준, 에어 세이셸은 다음과 같은 노선을 운항하고 있다.

## 운항 노선

### 아시아

#### 남아시아
- 인도
  - 뭄바이 - 차트라파티 시바지 국제공항

#### 서남아시아
- 이스라엘
  - 텔아비브 - 벤구리온 국제공항

### 아프리카

#### 남아프리카
- 남아프리카 공화국
  - 요하네스버그 - OR 탐보 국제공항

#### 동아프리카
- 마다가스카르
  - 이타보 - 이타보 국제공항
- 모리셔스
  - 포트루이스 - 시우 사구르 람룰람경 국제공항
- 세이셸
  - 마헤 - 세이셸 국제공항 허브
  - 프레슬린 섬 - 프레슬린 공항

## 단항 노선

### 아시아

#### 동아시아
- 중화인민공화국
  - 베이징 - 베이징 서우두 국제공항
- 홍콩
  - 홍콩 - 홍콩 첵랍콕 국제공항

#### 동남아시아
- 싱가포르
  - 싱가포르 - 싱가포르 창이 국제공항
- 태국
  - 방콕 - 수완나품 국제공항

#### 남아시아
- 몰디브
  - 말레 - 말레 국제공항
- 인도
  - 첸나이 - 첸나이 국제공항

#### 서남아시아
- 바레인
  - 마나마 - 바레인 국제공항
- 사우디아라비아
  - 제다 - 킹 압둘아지즈 국제공항
- 아랍에미리트
  - 아부다비 - 아부다비 국제공항
  - 두바이 - 두바이 국제공항

### 아프리카

#### 남아프리카
- 남아프리카 공화국
  - 케이프타운 - 케이프타운 국제공항
  - 더반 - 킹 샤카 국제공항
- 탄자니아
  - 다르에스살람 - 줄리어스 니에레레 국제공항

#### 동아프리카
- 케냐
  - 나이로비 - 조모 케냐타 국제공항
  - 몸바사 - 모이 국제공항
- 코모로
  - 모로니 - 프린스 사이드 이브라힘 국제공항
- 프랑스령 레위니옹
  - 생드니 - 롤랑 가로 공항
- 프랑스령 마요트
  - 자우지 - 자우지 파만지 국제공항

### 유럽

#### 서유럽
- 영국
  - 런던 - 런던 히드로 국제공항
  - 런던 - 런던 개트윅 국제공항
  - 맨체스터 - 맨체스터 공항
- 프랑스
  - 파리 - 파리 샤를 드 골 국제공항
- 독일
  - 뒤셀도르프 - 뒤셀도르프 국제공항
  - 뮌헨 - 뮌헨 국제공항
  - 프랑크푸르트 - 프랑크푸르트 국제공항
- 네덜란드
  - 암스테르담 - 암스테르담 스키폴 국제공항

#### 중유럽
- 스위스
  - 취리히 - 취리히 국제공항

#### 남유럽
- 스페인
  - 마드리드 - 마드리드 바하라스 국제공항
- 이탈리아
  - 로마 - 레오나르도 다 빈치 국제공항
  - 밀라노 - 밀라노 말펜사 국제공항

#### 동유럽
- 러시아
  - 모스크바 - 브누코보 국제공항